# Wernau (Neckar) (Landschaftsschutzgebiet)
Wernau (Neckar) ist ein Landschaftsschutzgebiet im Landkreis Esslingen in Baden-Württemberg.  

## Lage und Beschreibung
Das rund 214 Hektar große Landschaftsschutzgebiet besteht aus sechs Teilgebieten. Es liegt auf der Gemarkung Wernau rund um das Stadtgebiet und entstand durch Verordnung des Landratsamts Esslingen vom 3. Mai 1995. Gleichzeitig traten die Schutzverordnungen Landschaftsschutzgebiet Laichlewald vom 30. November 1971 und Landschaftsschutzgebiet Sulzbachtal vom 15. Dezember 1971 außer Kraft. Es gehört zu den Naturräumen 101-Mittleres Albvorland und 106-Filder innerhalb der naturräumlichen Haupteinheit 10-Schwäbisches Keuper-Lias-Land.

## Schutzzweck
Wesentlicher Schutzzweck ist laut Schutzgebietsverordnung die Erhaltung landschaftsprägender Wiesen, Obstbaumwiesen, Hecken, Gewässer, Ufer‑ und Feldgehölze, und Wälder. Diese belebten Landschaftselemente mit ihrer hohen ökologischen und landschaftlichen Wertigkeit sind wichtige Lebens‑ und Rückzugsgebiete für viele, zum Teil bedrohte Tier‑ und Pflanzenarten. Sie haben eine überragende Bedeutung für die Leistungsfähigkeit des Naturhaushaltes, vermitteln dem erholungssuchenden Menschen Naturnähe und sind von hohem Erlebniswert. Darüber hinaus erfüllen die Flächen am Rande der bestehenden Naturschutzgebiete Wernauer Baggerseen und Wernauer Lehmgrube wichtige Pufferfunktionen für diese Naturschutzgebiete. Die Erhaltung der Bereiche als Lebensort für Pflanzen und Tiere, als Erholungsraum für den Menschen und als Bereiche mit klimatischer Ausgleichsfunktion ist von allgemeinem Interesse und soll durch die Unterschutzstellung gesichert werden Ein weiteres wesentliches Ziel der Unterschutzstellung ist die Verhinderung des Fortschreitens der Bebauung mit Kleinbauten und Einfriedigungen.

## Geschichte
Teile des Landschaftsschutzgebiets standen bereits seit 1971 unter Landschaftsschutz. Die ehemaligen Landschaftsschutzgebiete Laichlewald und Sulzbachtal wurden in das neue Landschaftsschutzgebiet integriert.